# Farmàcia Sagrera
La Farmàcia Sagrera és un edifici del municipi de Girona que forma part de l'Inventari del Patrimoni Arquitectònic de Catalunya.

## Descripció
El que està inventariat és la planta baixa d'un edifici d'habitatges. Situada en cantonada però amb accés per un sol costat. De composició simètrica, neoclàssica, de pilastres rectes acanalades aguantant llinda planera amb motllures i rètols. Aquesta motllura aguanta tríglifs acanalats del fris i una altra llinda amb el nom de la farmàcia i els símbols adients.